# 傳貰
傳貰（韩语：／，“貰”音同“世”）是大韩民国特有的一种租房方式。与每月缴纳房租的月租式不同，选择傳貰方式租房的租客不需要每月缴纳租金，只需要将一笔押金（传贳金）交给房东即可入住，租约到期不再续约时可全额取回传贳金。租约期间，房东可以利用传贳金赚取银行利息，或进行经营、投资。传贳金的额度不等，可为房屋价值的三成至九成。